# Dolichoderus quadripunctatus
Espèce
Synonymes
- Dolichoderus (Hypoclinea) quadripunctatus (Linnaeus, 1771)[1]
- Dolichoderus quadripunctatus kratochvili Novak, 1941[1]
- Dolichoderus quadripunctatus quadripunctatus (Linnaeus, 1771)[1]
- Formica quadripunctata Linnaeus, 1771[1]

Statut de conservation UICN

 LC  : Préoccupation mineure
Dolichoderus quadripunctatus est une espèce de fourmis de la sous-famille des Dolichoderinae, dont elle est l'une des quelques représentantes en Europe. Elle est commune mais relativement discrète par son comportement.

## Distribution
Elle est présente partout en Europe continentale, et même jusqu'en Suède, ainsi qu'en Asie occidentale.
On les trouve généralement dans des zones boisées avec un bon ensoleillement et en bord de rivière. On la trouve également dans des habitats artificiels comme les parcs, les vergers ou les jardins.

## Liste des sous-espèces
Selon Catalogue of Life (9 août 2020) :
- sous-espèce Dolichoderus quadripunctatus kratochvili Novak, 1941
- sous-espèce Dolichoderus quadripunctatus quadripunctatus (Linnaeus, 1771)

## Morphologie
Chez Dolichoderus quadripunctatus les ouvrières et gynes ont le thorax rougeâtre ou brun, la tête noire mate, et le gastre noir luisant avec deux taches jaune brillantes sur chacun des deux premiers tergites, les rendant très reconnaissables. Les ouvrières mesurent de 3 à 4 mm, et gynes de 4,5 à 5 mm.
Les mâles sont noirs avec le gastre et les fémurs parfois bruns, le reste des appendices roux. Le corps est lisse, alors que la tête est mate et rugeuse. Ils mesurent de 4 à 4,8 mm.

## Comportement

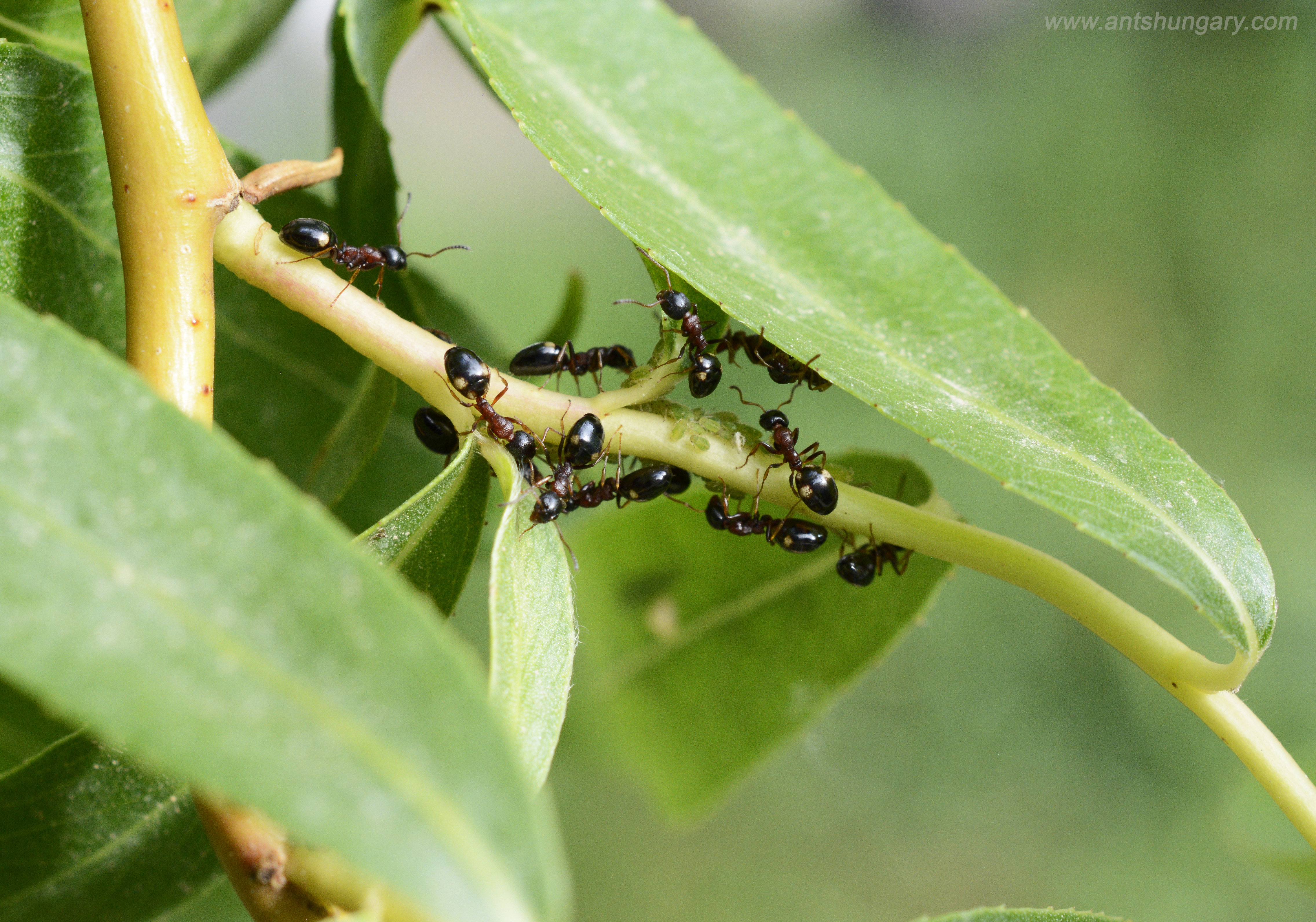
Ouvrières dans un arbre autour d'un groupe de pucerons.

Elles forment de petites colonies, le plus souvent monogynes et comptant de 150 à 200 individus. Elles restent la majorité du temps dans les arbres, leurs nids installés sous les écorces, dans des galles, ou dans les parties mortes d'arbres feuillus.
Elles sont principalement prédatrices, mais peuvent parfois également se nourrir de miellat de pucerons. Cependant, contrairement à d'autres espèces de fourmi, elles ne défendent pas ces pucerons contre des prédateurs ou des compétiteurs pour le miellat, et ne le consomment pas directement sur les pucerons mais en léchant sur les feuilles les gouttes tombées. Il s'agit donc plutôt d'un comportement opportuniste.

## Reproduction
Dolichoderus quadripunctatus essaime généralement en juillet. Il a également été montré que les ouvrières, en l'absence de reine, avaient une capacité très développée à pondre des œufs par parthénogenèse arrhénotoque.

## Divers
L'espèce Dolichoderus quadripunctatus est le symbole de la revue scientifique Myrmecological News (en), dédiée à tous les domaines de la Myrmécologie.